# От Корс
От Корс (на френски: Haute-Corse, „Горна Корсика“) е департамент в регион Корсика, югоизточна Франция. Образуван е през 1976 година с разделянето на дотогавашния департамент Корсика. Площта му е 4666 км², а населението – 174 993 души (2016). Административен център е град Бастия.